# Религиозно-политический экстремизм
Религиозно-политический экстремизм — вид политической деятельности, в которой религиозные убеждения используются в политических целях, с целью достижения изменения государственного строя, захвата власти или проведения других политических изменений с применением насилия.

## Ислам и экстремизм
Религиозные экстремисты мотивируют свои действия (джихад), ссылаясь на Коран. Слово джихад (муджахид) в Коране встречается 33 раза, включая глагольные формы. В 30 из них оно буквально подразумевает духовно-физическую[неизвестный термин] борьбу на пути Аллаха и против врагов ислама. 3 аята 29-суры косвенно указывают на борьбу. Суть этой борьбы зависит от веры: «Те, которые веруют, сражаются на пути Аллаха, а те, которые не веруют, сражаются на пути тагута (лжебога)». Если слово джихад в общем смысле означает «борьбу», «усилие» и «упорство», то глагол араб. قَاتَلَ‎, к̣а̄тала в данном аяте буквально означает «воевать».
Научный сотрудник Института востоковедения РАН Дмитрий Макаров пишет «о возникновении специфической исламистской идеологии и практики, для обозначения которой хорошо подходит термин „джихадизм“, отражающий склонность его сторонников фактически сводить суть ислама к вооружённому джихаду, трактуя при этом сам джихад искаженно-расширительно и превращая его в некую самоцель».
Согласно теории Зильбнера и Бхатта, процесс радикализации в исламе может быть выражен четырьмя последовательными этапами. Первый этап, который называется прерадикализацией, описывает жизненную ситуацию индивида до воздействия джихадистско-салафитского ислама. На втором этапе, самоидентификации, под влиянием различных факторов происходит изучение и принятие идей салафитского ислама. Третий этап — индоктринация, когда происходит полное, безоговорочное принятие джихадистско-салафитской идеологии без критического анализа. И, наконец, последний этап, известный как джихадизация, представляет собой фазу, на которой индивиды считают своим долгом участвовать в джихаде и идентифицируют себя моджахедами или воинами Аллаха. В конечном итоге, это может привести к террористическим актам со стороны радикализированной группы.
Идеолог джихадизма и лидер «Аль-Каиды» Айман аз-Завахири призывал всех мусульман к «священной войне».

## Критика
По утверждению некоторых религиозных деятелей, придерживающихся умеренных взглядов, деятельность экстремистских и террористических организаций не может быть оправдана религиозными убеждениями и постулатами. Предстоятель УПЦ (МП) Владимир (Сабодан) утверждал, что «Сегодня мы видим, как ненависть пытается оправдать себя религиозными мотивациями. Мы должны заявить о том, что экстремизм, ненависть, нетерпимость и ксенофобия не соответствуют ни одной из религиозных систем».
Исламские богословы и духовные лидеры российских мусульман, принимавшие участие в создании направленной против экстремизма «Московской богословской декларации», убеждены, что именно неправильное толкование терминов «„джихад“ (усердие на пути ислама), „такфир“ (обвинение в неверии и выходе из ислама) и „халифат“ (историческая концепция исламской государственности)» приводит к радикализации мусульман.